# کالنخه
کالنخه (به اسپانیایی: Calonge) یک شهرستان در اسپانیا است که در کاتالونیا واقع شده‌است.

## خصوصیات
کالنخه ۳۳٫۵۷ کیلومترمربع مساحت و ۱۰٬۰۰۹ نفر جمعیت دارد و ۲۲ متر بالاتر از سطح دریا واقع شده‌است.